# Humitas
Humita (från quechua: humint'a) är en traditionell maträtt från prekolumbiansk tid, i Argentina, Bolivia,  Chile, Ecuador och Peru. I Argentina, Chile, Ecuador och Peru är den känd som humitas, i Bolivia som humintas, i Brasilien som pamonha, och i Venezuela som hallaquitas. Humitas består huvudsakligen av mald färsk majs, som ångkokas eller kokas i vatten.

## Argentina
I Argentina tillagas humitas av färsk majs, brynt lök och kryddor, beroende av region eller smak. Massan rullas in i majsblad och kokas. Det är också vanligt med ost i tärningar, typiskt färskost eller getost.
I Argentina, betyder humita också den krämiga majsfyllningen i en empanada (empanada de humita). 

## Chile
Humitas i Chile tillagas med färsk majs, lök, basilika, och smör eller ister. De lindas in i majsblad och ugnsbakas eller kokas. De kan innehålla grön chilipeppar. För att hålla ihop binds de samman med en tråd eller ett snöre.
De kan vara salta, söta eller sötsura, och serveras med socker, chilipeppar, salt, tomat, oliver och paprika etc.

## Ecuador
Såsom i Chile tillagas de ecuadorianska humitas av mald färsk majs med svamp, ägg och kryddor som kan variera från region till region, och även efter familjens recept. Majsmassan sveps in i majsblad, och ångbakas vanligen. Ecuadorianska humitas kan också innehålla ost. Maträtten är så vanligt förekommande i Ecuador att det finns speciella kokkärl anpassade just för att koka humitas. Ecuadorianska humitas kan vara salta eller söta.

## Peru och Bolivia
I Peru, huvudsakligen i den centrala delen av Anderna, tillagas humitas av färsk majs ihop med ister, salt och färskost till en salt variant, eller med färsk majs med ister, socker, kanel och russin för en söt variant. Den salta versionen kan också innehålla anis. Denna typ är ovanlig i övriga delar av Sydamerika.
Humitas tillagas av mald majs som lindas in i majsblad och kan tillagas i kokande vatten, ångkokas eller tillagas i en jordugn. De kan lindas in på olika sätt för att särskiljas.